# موستانج

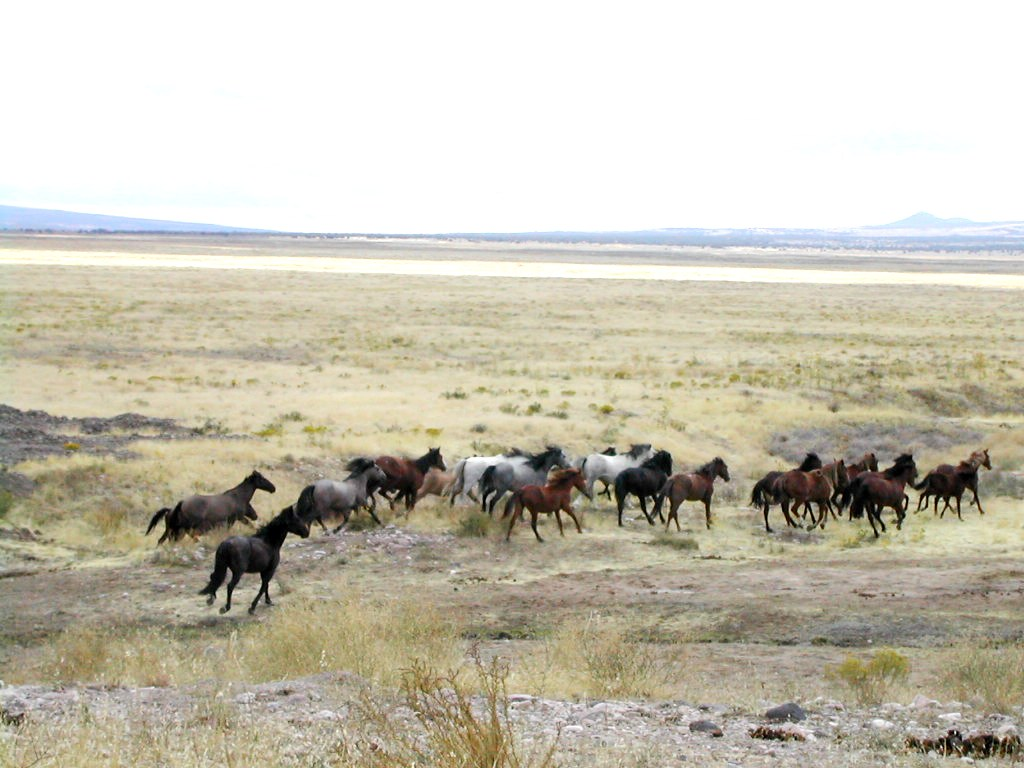
خيول الموستانج في يوتاه.

الموستانج هو أحد أنواع الخيول الطليقة المتوطّنة في الولايات الغربية الأمريكية، ينحدر نسلها من الخيول التي جلبها الإسبان إلى الأمريكيتين. توصف خيول الموستانج بأنها خيول برية، وتُعتبر خيولاً وحشية بالرغم من انحدارها من سلاسة من الخيول المستأنسة. ترجع أصول هذه الخيول إلى الخيول الاستعمارية الإسبانية. ساهمت العديد من سلالات وأنواع الخيول في ظهور خيول الموستانج الحديثة، إذ ينتشر في يومنا هذا العديد من الأنماط الظاهرية لهذه السلالة من الخيول. حافظت بعض الخيول الطليقة على أصول سلالتها الإسبانية نسبياً، التي غالباً ما تمثّل المجموعات المعزولة.
أقرّ كونغرس الولايات المتحدة الأمريكية في عام 1971 بأن «الخيول البرية الطليقة والحمير هي رموز حيّة لروح الغرب التاريخية والرائدة، إذ تواصل الإسهام في تنوّع أشكال الحياة في الأمة وإثراء حياة الشعب الأمريكي». يُعتبر مكتب إدارة الأراضي (بي إل إم) مسؤولاً عن حماية مجموعات الخيول الطليقة. تسبّب اقتسام خيول الموستانج والمواشي لأراضي مربى المواشي ومواردها ببعض من الجدل، وذلك بالإضافة إلى النهج المتّبعة من قبل مكتب إدارة الأراضي فيما يخصّ إدارة أعداد هذه المجموعات. يجمع إدارة مكتب الأراضي الفائض من المجموعات ومن ثمّ يعرضها لبعض الأفراد بغرض التبنّي، إذ تعتبر هذه المنهجية أكثر النهج شيوعاً في إدارة المجموعات. لا يوجد عدد كافٍ من الأشخاص المتبنين، لذلك تعيش العديد من هذه الخيول الطليقة سابقاً ضمن مناطق انتظار لفترة طويلة لكن مؤقتة من الزمن، لكنّه يوجد بعض المخاوف فيما يخصّ احتمالية بيع هذه الخيول لإنتاج اللحوم. تركّز الجدالات الأخرى على أصول سلالة خيول الموستانج خصوصاً وأصول سلالات كافة الخيول عموماً، إذ يعتبرها البعض أنواعاً محليةً بينما يراها البعض الآخر كأنواع مجتاحة للأراضي التي تشغلها.

## أصل الكلمة واستخدامها
تُعرف خيول الموستانج بأنها خيول برية، إلا أنها الخيول البرية الوحيدة حالياً التي تنحدر من سلالة الخيول المستأنسة على عكس خيل البرزوالسكية. 
وفقاً لقاموس أوكسفورد الإنجليزي (OED)، تنحدر الكلمة الإنجليزية «موستانج» من كلمتين مترادفتين إسبانيتين وهما؛ «ميستنجو» (أو ميستينو) و«موسترينكو». تشير كلتا الكلمتين إلى الخيول والماشية «البرية التي لا سيّد لها». اشتُقّت كلمة «ميستينو» من كلمة «ميستا» التي تعني رابطة مربيي المواشي، إذ كان التعامل مع الماشية الضالة أحد مهامهم. يشير قاموس أوكسفورد الإنجليزي إلى أن كلمة «موسترينكو» مشتقّة من كلمة «غامض». إضافة إلى ذلك، من الممكن أن تكون هذه الكلمة الإسبانية مشتقّة من الكلمة اللاتينية «ميكستا» التي تعني الوحوش ذات الملكية الغامضة، والتي وزّعتها روابط مربيي الماشية تحت اسم «ميستاس» في إسبانيا خلال العصور الوسطى.
كان «الموستانجرز» في الولايات المتحدة و«الميستينيروس» أو «الفاكويروس» في المكسيك رعاة بقرٍ، إذ صادوا وروّضوا وقادوا الخيول الطليقة إلى الأسواق في الأراضي الإسبانية التي أصبحت أمريكية في وقت لاحق، أما الآن فهي شمال المكسيك وتكساس ونيو مكسيكو وكاليفورنيا. صاد رعاة البقر سلالات الخيول التي جابت السهول الكبرى وسان هواكين فالي في كاليفورنيا والحوض العظيم لاحقاً، وذلك في فترة ما بين القرن الثامن عشر وحتّى أوائل القرن العشرين. 

## السمات والأصول

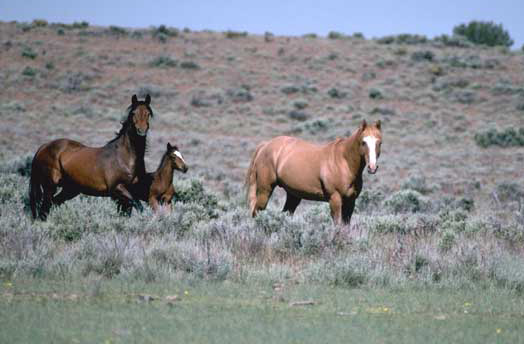
موستانج صغير مع أبويه.

تعود أصول خيول الموستانج إلى سلالات الخيول الاستعمارية الإسبانية إضافة إلى بعض السلالات والأنواع الأخرى التي ساهمت في ظهور خيول الموستانج الحديثة، ما ساهم في انتشار العديد من الأنماط الظاهرية لهذه الخيول في يومنا هذا. وُصفت خيول الموستانج بكافة أشكالها على أنها خيول متماسكة وذات قدرة كبيرة على التحمّل. تختلف ألوان شعر هذه الخيول. تسود أنواع خيول السباقات الخفيفة في جميع مناطق إدارة القطعان التي يديرها مكتب إدارة الأراضي، إلا أنه يوجد عدد قليل من الخيول المشابهة لسلالات خيول الجر في بعض المناطق المحددة إذ تُفصل عن خيول الموستانج الأخرى. هناك بعض العلامات على إدخال خيول ثوروبريد وخيول السباقات الخفيفة الأخرى إلى القطعان، ما تسبّب جزئياً في ظهور سلالات خيول كوارتر الأمريكية.
تمتلك خيول الموستانج في الغرب الحديث مجموعات تكاثر مختلفة في يومنا هذا، إذ تُعزل هذه المجموعات عن بعضها البعض وراثياً ليكون هناك سمات مميزة قابلة للتعقّب إلى قطعان معينة. تتضمّن المساهمات الوراثية في قطعان خيول الموستانج الطليقة في يومنا هذا خيول المزارع المتنوعة الهاربة أو المطرودة من الأراضي العامة، إضافة إلى الخيول الضالة التي استُخدمت في فرق الخيّالة الأمريكية. على سبيل المثال، تحتوي مناطق إدارة القطعان في ولاية أيداهو على حيوانات منحدرة من سلالات معروفة من خيول ثوروبريد وخيول كوارتر الأمريكية التي تحوّلت إلى قطعان وحشية. تحتوي اثنين من القطعان التابعة لمناطق إدارة القطعان في وسط ولاية نيفادا على خيول مجعّدة الشعر، بينما تتميز بعض الأنواع في ولاية وايومنغ بخصائص مشابهة لسلالات الخيول ذات العدو السريع. 
فُحصت العديد من هذه القطعان بحثاً عن فصائل الدم الإسبانية متعددة الأشكال (التي تُعرف باسم «علامات الدم»)، إضافة إلى مناطق التكرارات المترادفة القصيرة على الحمض النووي. أكّد تحليل علامات الدم وجود أصول إسبانية ملحوظة عند خيول موستانج سيربت وخيول موستانج في جبال بريور وبعض الخيول التابعة لمناطق إدارة القطعان في سولفور. قيل بأن خيول موستانج كيغر تمتلك دماء إسبانية مثيرة للشك، لكن أكّدت التكرارات المترادفة القصيرة على الحمض النووي الأصول الإسبانية لخيول موستانج في جبال بريور.
وضعت «جمعية موستانج الأمريكية» منتهية الصلاحية معياراً لسلالة خيول الموستانج التي تحمل سمات شكلية مرتبطة بالخيول الإسبانية قديماً. تتضمن هذه المعايير وجود جسد متناسق ورأس مصقول ونظيف وجبهة عريضة وفم صغير، ومن الممكن أن يكون شكل الوجه مستقيماً أو محدباً بعض الشيء. يجب أن يكون الغارب معتدلاً في ارتفاعه وأن يكون الكتف «طويلاً ومنحدراً». يتضمن المعيار أيضاً وجود ظهر قصير للغاية ومحيط جسد سميك وارتباط عضلي فوق حقويه. يجب أن تكون أردافه مدوّرة، أي ألا تكون مسطّحة للغاية أو معقوفة. يجب أن يكون ذيلها منخفض التعيين. أما الساقين فيجب أن يكونا مستقيمتين وسليمتين. يجب أن تكون الحوافر مستديرة وسميكة. ويعتبر كلّ من اللون الأشهب الداكن المموه والعلامات البدائية سمتين شائعتين بين الخيول الإسبانية بشكل خاص.
تمتلك الخيول في العديد من مناطق إدارة القطعان الأخرى سمات الخيول الإسبانية أيضاً، مثل اللون الأشهب الداكن والعلامات البدائية. تُظهر دراسة جينات القطعان التي أُجريت في عام 2002 على مجموعات من الخيل في منطقة شاليس في ولاية أيداهو مزيجاً من التأثيرات المتعلّقة بالخيول ذات العدو السريع وخيول الجر والمهور الإسبانية والأمريكية الشمالية. 
يختلف طول الخيول في أنحاء الغرب إلا أن معظم هذه الخيول قصير القامة، أي بين 12 إلى 14 يداً (من 56 إلى 60 بوصة، من 142 إلى 152 سم)، إذ لا يزيد طولهم عن 16 يداً (64 بوصة، 162 سم) حتّى لدى القطعان التي تعود أصولها إلى خيول الجر وخيول ثوروبريد. يعتبر بعض مربي الخيول المستأنسة أن قطعان الموستانج في الغرب متوالدة داخلياً وذات جودة متدنية. ومع ذلك، يزعم المدافعون عن خيول الموستانج أن الحجم الصغير لهذه الحيوانات يعود إلى الظروف المعيشية القاسية والانتقاء الطبيعي الذي قضى على العديد من السمات، ما أدّى إلى ضعف هذه الحيوانات ودونيتها.